# 8-ма авіаційна дивізія особливого призначення (РФ)
8-ма авіаційна дивізія особливого призначення — підрозділ у складі Повітряно-космічних сил Росії призначений для перевезень техніки, вантажів та особового складу. Дивізія оснащена літаками Ту-154, Ту-134, Іл-62, Іл-76, Іл-18, Ан-148, Ан-12, Ан-26 та вертольотами Мі-8 і базується на аеродромі Чкаловський.

## Історія
В 1927 на центральному аеродромі ВПС в Москві було сформовано окрему авіаційну ланку особливого призначення. Початок виконання спеціальних завдань, пов'язаних із перевезенням вищого військового керівництва країни, було покладено у вересні 1928 перевезенням Наркома оборони Климента Ворошилова. В 1933 частина була перетворена в окрему ескадрилью особливого призначення.
У грудні 1940 року авіаційна ескадрилья була перетворена на окремий авіаційний полк особливого призначення. З перших днів німецько-радянської війни екіпажі полку взяли участь у забезпеченні бойових дій. Вже 22 червня полковник Грачов літаком Douglas DC-3 перевіз до Мінська маршала Радянського Союзу Б. М. Шапошникова, а старший лейтенант Смирнов доставив до Києва начальника Генерального штабу Г. К. Жукова. Найдосвідченіші екіпажі були відправлені у розпорядження командувачів ВПС Південно-Західного фронту та Західного фронту.
Восени 1942 року на базі полку було створено 2-гу авіаційну дивізію особливого призначення. Командиром дивізії було призначено полковника Грачова Віктора Георгійовича. До складу дивізії увійшли 3 транспортні авіаційні полки, бомбардувальний авіаційний полк, авіаційний полк зв'язку, винищувальний авіаційний полк, санітарний авіаційний полк, авіаційна ескадрилья інспекції ВПС Червоної Армії. У роки війни авіатори дивізії виконували найвідповідальніші завдання: перевезення вищих посадових осіб держави та Збройних Сил, членів закордонних військових місій та представників іноземних держав, забезпечення перебазування авіаційних частин з тилових аеродромів до передової лінії фронту, доставки медикаментів та термінових вантажів, а також боєприпасів та зброї партизанам за лінію фронту. Особливе місце в історії займають польоти, пов'язані з перевезенням Радянського уряду і представників Верховного Головнокомандування Червоної Армії, високопоставлених осіб іноземних держав, забезпечення урядових перельотів на конференції в Тегеран (1943), Ялту (1944), Потсдам (1945), Сан-Франциско (1945), Париж (1946).
Дивізія кілька разів переформовувалась і 31 грудня 1981 року була переформована на 8-му авіаційну Червонопрапорну дивізію особливого призначення. І надалі льотні екіпажі дивізії виконували перевезення у зонах військових конфліктів, евакуйовували поранених та хворих. З 1 грудня 2009 на базі дивізії було сформовано 6991-у Червонопрапорну авіаційну базу з передачею їй бойового прапора, ордена Червоного Прапора, почесних найменувань та історичного формуляра. У грудні 2010 року 6991-у авіаційну базу було розформовано та сформовано 800-ту авіаційну базу.
У 2015 під час навчань Повітряно-десантних військ, для забезпечення життєдіяльності дрейфуючої станції «Барнео» Російського географічного товариства, екіпажі авіабази здійснили складні перельоти в зоні арктичного клімату — дрейфуючої станції «Барнео» в районі Північного полюса та аеродрому Темп.
23 лютого 2017 року 800-ту авіаційну базу переформовано в 8-у авіаційну дивізію особливого призначення Повітряно-космічних сил.

## Склад
В дивізію входять:
- 353-й авіаційний полк особливого призначення (Чкаловський);
- 354-й авіаційний полк особливого призначення (Чкаловський);
- 206-а авіаційний полк особливого призначення (Чкаловський).

## Катастрофи та інциденти
- 25 грудня 2016 року над Чорним морем неподалік від Сочі трапилась катастрофа військового літака Ту-154 (RA-85572) 8-ї авіадивізії, котрий перевозив російських військових артистів «ансамбль Александрова» в Сирію.[6][7]